# Eleições regionais em Baden-Württemberg de 1952
As eleições regionais em Baden-Württemberg de 1952 foram realizadas a 9 de Março e, serviram para eleger os 121 deputados para o parlamento regional.
A União Democrata-Cristã foi o vencedor destas eleições, conquistando 36,0% dos votos e 50 deputados.
O Partido Social-Democrata da Alemanha obteve 28,0% dos votos e 38 deputados e o Partido Democrático Liberal conquistou 18,0% dos votos e 23 deputados.
Por fim, destacar a conquistada de deputados por parte do Bloco dos Refugiados e Expatriados e do Partido Comunista da Alemanha.
Após as eleições, um governo de coligação entre social-democratas, liberais e o bloco dos refugiados foi formado, sendo liderado por Reinhold Maier.

## Resultados Oficiais
| Partido                 | Partido                            | Votos     | %     | Deputados |
| ----------------------- | ---------------------------------- | --------- | ----- | --------- |
|                         | União Democrata-Cristã             | 982 727   | 35,99 | 50 / 121  |
|                         | Partido Social-Democrata           | 765 032   | 28,01 | 38 / 121  |
|                         | Partido Democrático Liberal        | 491 711   | 18,01 | 23 / 121  |
|                         | Bloco dos Refugiados e Expatriados | 170 751   | 6,25  | 6 / 121   |
|                         | Partido Comunista da Alemanha      | 119 604   | 4,38  | 4 / 121   |
|                         | Comunidade Alemã                   | 89 459    | 3,28  | 0 / 121   |
|                         | Partido Socialista do Reich        | 65 787    | 2,41  | 0 / 121   |
|                         | Outros                             | 45 749    | 1,67  | 0 / 121   |
| Votos Inválidos         | Votos Inválidos                    | 59 052    | 2,12  |           |
| Total                   | Total                              | 2 789 872 | 100   | 121 / 121 |
| Eleitorado/Participação | Eleitorado/Participação            | 4 382 117 | 63,66 |           |
| Fonte                   | Fonte                              | [ 1 ]     | [ 1 ] | [ 1 ]     |